# Окишор, Виктор Ионович
Виктор Ионович Окишор (род. 30 декабря 2006, Шурь, Дрокиевский район) — российский футболист молдавского происхождения, атакующий полузащитник московского «Динамо».

## Карьера
Воспитанник академии «Динамо» им. Л. И. Яшина. За «Динамо-2» дебютировал в августе 2022 года, когда ему было 15 лет.
Зимой 2024 года был на сборах с основной командой московского «Динамо», играл в контрольных матчах. Летом 2024 года продлил контракт с клубом до конца сезона-2028/29.
20 июля 2024 года дебютировал в РПЛ, выйдя на замену в домашнем матче первого тура против воронежского «Факела».
28 августа 2024 года, в матче группового этапа Кубка России против «Крыльев Советов», забил два гола и отдал голевой пас (5:1).
29 марта 2025 года забил свой первый гол в рамках чемпионатов России, отличившись в концовке матча против «Оренбурга».

## Карьера в сборной
Вызывался в юношеские сборные России до 17, до 18 и до 19 лет. 5 июня 2025 года дебютировал за  молодёжную сборную России в матче против молодёжной сборной Узбекистана и забил гол.